# Tomb Raider: Legend
Tomb Raider: Legend is het zevende deel in een serie van computerspellen gepubliceerd door Eidos Interactive en ontwikkeld door Crystal Dynamics in samenwerking met het Nederlandse Nixxes Software BV, waarin de avonturen van de vrouwelijke archeoloog Lara Croft centraal staan. Dit deel wordt in eerste instantie uitgegeven voor PlayStation 2, pc en Xbox. Datum van uitgave april 2006. Later dat jaar verschijnt er tevens een versie voor de GameCube. In juni 2024 verschenen er versies voor de PlayStation 4 en PlayStation 5.   

## Verhaal
Op haar negende jaar crasht het vliegtuig met Lara en haar moeder aan boord. Ze overleven de crash allebei, maar haar moeder verdwijnt op mysterieuze wijze als haar moeder het zwaard Excalibur uit een steen trekt. Als jonge vrouw gaat Lara Croft naar Bolivia om te zoeken naar een andere steen met dezelfde runen erop. Daar ontmoet ze James Rutland, die een stuk van het zwaard Excalibur in zijn hand heeft. Ze krijgt een telefoontje van een oude vriendin, Anaya. Ze spreken af in Peru, dicht bij de plek waar jaren geleden veel van hun vrienden zijn vermoord door een magisch beest, onder wie waarschijnlijk Amanda Evert, Lara's beste vriendin in die tijd. In de ruïne vindt ze echter alleen maar Amanda's schoen. Lara wil het zwaard Excalibur inmiddels ook zelf in bezit krijgen, zodat James Rutland niet met alle kracht ervan aan de haal kan gaan. Ze gaat naar Japan om daar Shogo Takomoto te ontmoeten, een lid van de Yakuza die een stuk van het zwaard in bezit heeft. Na een gevecht met Takomoto heeft ze ook een stuk van het zwaard in handen. Ze hoort van Zip dat James Rutland in Ghana zit, ze gaat ernaartoe, daar verslaat ze James Rutland in een gevecht met zijn stuk van het zwaard en neemt zijn stuk mee. Ze gaat naar Kazachstan, daar schijnt ook een stuk van het zwaard te zijn, ze komt terecht in een oud-Sovjetproject genaamd CARBONEK. In Kazachstan ontmoet ze ook Amanda, die zich tegen Lara heeft gekeerd en haar het liefste dood wil zien. In Kazachstan heeft ze een gevecht met Amanda, die het magische beest uit Peru in haar macht heeft. Lara overleeft het en neemt het stuk van het zwaard mee. Er is nu nog maar 1 object nodig om Excalibur te verbinden. De Ghalali Key, ooit in bezit van haar moeder, ze gaat terug naar Nepal, de plek waar het vliegtuig is gecrasht. Ze vindt de Ghalali Key en alle stukken van Excalibur komen bij elkaar tot een krachtig magisch zwaard. Ze gaat terug naar Bolivia om het zwaard in de steen daar te steken, daar vermoord ze James Rutland en na een gevecht met Amanda, die zelf het magische beest is geworden, steekt ze het zwaard in de steen. Ze ziet haar moeder, het portaal waarin ze haar moeder ziet is een soort van tijdportaal. Ze ziet haar moeder vlak voordat haar moeder het zwaard uit de steen trok. Lara kan niet verhinderen dat haar moeder toch het zwaard uit de steen trekt.

## Platforms
| Platform         | Jaar |
| ---------------- | ---- |
| Game Boy Advance | 2006 |
| GameCube         | 2006 |
| Nintendo DS      | 2006 |
| PSP              | 2006 |
| PlayStation 2    | 2006 |
| Windows          | 2006 |
| Xbox             | 2006 |
| Xbox 360         | 2006 |
| PlayStation 3    | 2011 |
| PlayStation 4    | 2024 |
| PlayStation 5    | 2024 |

## Ontvangst
| Beoordeeld door                     | Platform | Datum            | Score |
| ----------------------------------- | -------- | ---------------- | ----- |
| Gamesmania                          | Xbox 360 | 10 april 2006    | 87%   |
| Xbox Front                          | Xbox 360 | 11 april 2006    | 86%   |
| Game Informer Magazine              | Xbox 360 | mei 2006         | 85%   |
| N-Zone                              | GameCube | 2 februari 2007  | 83%   |
| Computer and Video Games (CVG)      | Windows  | 7 april 2006     | 81%   |
| 3DAvenue                            | Windows  | 21 mei 2006      | 80%   |
| Mansized                            | Xbox 360 | 8 april 2006     | 80%   |
| JeuxVideoPC.com                     | Windows  | 17 april 2006    | 75%   |
| Video Game Generation               | Windows  | 12 augustus 2006 | 68%   |
| Digital Press - Classic Video Games | PSP      | 25 augustus 2006 | 50%   |

## Trivia
- Het spel heeft ervoor gezorgd dat de Tomb Raider-franchise meer dan 30 miljoen spellen verkocht.
- Het spel bereikte de nummer één in de UK Games Chart en bleef daar voor drie weken.
- Het spel is opgenomen in het boek 1001 Video Games You Must Play Before You Die van Tony Mott.